# Rawaheng
Rawaheng is een bestuurslaag in het regentschap Banyumas van de provincie Midden-Java, Indonesië. Rawaheng telt 4738 inwoners (volkstelling 2010).